# Aq-Súnqur al-Bursuqí
Aq-Súnqur al-Bursuqí   (mil·lenni II - Mossul, 25 de novembre de 1126) nom amb que es coneixia, Qassim-ad-Dawla Sayf-ad-Din Abu-Saïd Aq-Súnqur al-Bursuqí, fou atabeg de Mossul. Era un dels mamelucs de Bursuq i un dels principals oficials dels sultans seljúcides Muhàmmad i Mahmud. Va exercir el comandament militar (shina) a Iraq pel que fou nomenat el 1105. Va combatre els mazyàdides de l'emir Dubays que amenaçaven Bagdad. El 1113 va ser nomenat governador atabeg de Mossul i va lluitar contra els croats a Síria al mateix temps que restaurava l'autoritat seljúcida al Diyar Bakr (Diyar Bakir) i fins a la Mediterrània. Va caure en desgràcia el 1115 durant un període de quatre anys en els quals va restar al seu feu d'Al-Rahba. Després va tornar a governar Mossul. Va salvar a Alep d'un atac dels croats ajudats per Dubays, i amb l'acord dels notables de la ciutat va assolir el govern d'Alep i tota la província el 1125 que va unir a la Jazira que dominava. Fou assassinat el 1127 pels batiànides d'Alamut.